# David L. Cornwell

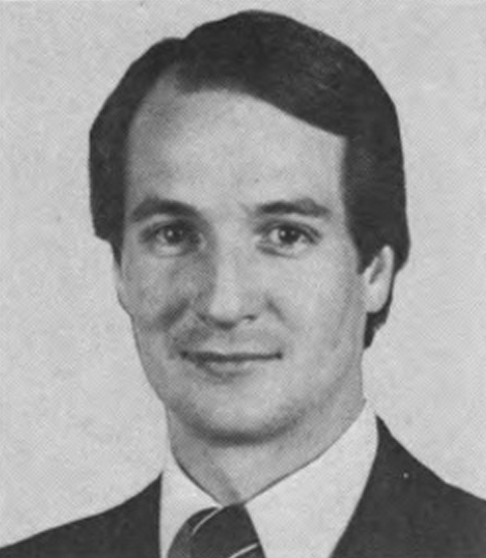
David L. Cornwell

David Lance Cornwell (* 14. Juni 1945 in Paoli, Orange County, Indiana; † 2. November 2012) war ein US-amerikanischer Politiker. Zwischen 1977 und 1979 vertrat er den Bundesstaat Indiana im US-Repräsentantenhaus.

## Werdegang
David Cornwell besuchte die öffentlichen Schulen seiner Heimat und danach die Culver Military Academy. Daran schloss sich ein Studium an der Phillips Academy in Massachusetts an. Im Jahr 1964 absolvierte er die Park High School in Indianapolis. Zwischen 1966 und 1968 diente Cornwell in der US Army. Dabei war er im Vietnamkrieg eingesetzt. Nach seiner Militärzeit setzte er seine Ausbildung am American College of Monaco und bis 1974 an der Indiana University fort.
Politisch schloss sich Cornwell der Demokratischen Partei an. Im Jahr 1974 strebte er noch erfolglos deren Nominierung für die Kongresswahlen an. Bei den Wahlen des Jahres 1976 wurde er aber im achten Wahlbezirk von Indiana in das US-Repräsentantenhaus in Washington, D.C. gewählt, wo er am 3. Januar 1977 die Nachfolge von Philip H. Hayes antrat. Da er im Jahr 1978 dem Republikaner H. Joel Deckard unterlag, konnte er bis zum 3. Januar 1979 nur eine Legislaturperiode im Kongress absolvieren.
Seit seinem Ausscheiden aus dem US-Repräsentantenhaus arbeitet David Cornwell auf dem Gebiet nationaler und internationaler politischer Zusammenarbeit.